# Gynostemma cardiospermum
Gynostemma cardiospermum là một loài thực vật có hoa trong họ Cucurbitaceae. Loài này được Cogn. ex Oliv. mô tả khoa học đầu tiên năm 1892.